# Вледошешть
Вледошешть, Вледошешті (рум. Vlădoșești) — село у повіті Алба в Румунії. Входить до складу комуни Соходол.
Село розташоване на відстані 320 км на північний захід від Бухареста, 52 км на північний захід від Алба-Юлії, 65 км на південний захід від Клуж-Напоки.

## Населення
За даними перепису населення 2002 року у селі проживали 88 осіб, усі — румуни. Усі жителі села рідною мовою назвали румунську.